# مدرسة عمادية
مدرسة عمادية هي مدرسة تاريخية تعود إلى السلالة الصفوية، وتقع في جرجان.